# أسينوس مستدير الورق
ريحان بري أو أسينوس مستدير الورق أو قلمنت قرمزي أو قلمنت مستدير الورق (الاسم العلمي Clinopodium acinos)، نبات حولي صغير من فصيلة الشفويات يعلو من 5 إلى 10 سم وأكثر، وهو مُستمرط أو دقيق الزغب الخملي. أوراقه صغيرة القَدّ، مُعنقة، بيضاوية، مُسننة الحوافي، ملوية غالبًا.
دوارات إبطية من 4 إلى 6 زهرات. التاج وردي اللون، أطول من الكأس. البُزَيرات مالِسة. الازهرار في نيسان وأيار في الأراضي الجافة.

## الانتشار الجغرافي
ينتشر في إسبانيا، إيطاليا، يوغوسلافيا، بلغاريا، رومانيا، اليونان، بحر إيجة، القوقاز،
العراق، سوريا، لبنان، إيران.